# Blades of Steel
Blades of Steel är ett ishockeyspel utvecklat och utgivet av Konami, släppt till flera olika spelmaskiner. Spelet utkom som arkadspel 1987 medan NES-versionen kom i Nordamerika i december 1988 och i Europa den 23 november 1990. I spelet finns åtta lag att välja mellan men det finns ingen spelmässig skillnad mellan lagen förutom färgen på speldräkten.

## Spelupplägg
Spelreglerna skiljer sig något från verklighetens ishockey. Straffslagen i spelet skjuts på samma vis som i bandy, och när det blir ofta slagsmål är det den som förlorar slagsmålet är den som hamnar i utvisningsbåset. Spelet har inte heller de flesta mer avancerade ishockeyregler som till exempel Offsideregeln.
Rättigheter till NHL-klubbarna saknas, och i stället kan spelaren enbart välja mellan åtta lag som representerar olika städer i USA och Kanada.
En av de utmärkande sakerna i Blades of Steel är röstteknologin som användes så att en röst utropad "Blades of Steel" vid titelskärmen och "Face Off" och andra uttryck under själva spelet. Spelet släpptes till ett antal olika maskiner. Game Boy, Commodore 64, Amiga och DOS. En uppföljare kom också Blades of Steel '99 till Nintendo 64.

## Lag
1. New York
2. Chicago
3. Los Angeles
4. Montreal
5. Toronto
6. Edmonton
7. Vancouver
8. Minnesota